# Optima Express
Optima Express är ett privatdrivet biltåg som drivs av det tyska transportföretaget Optima Tours GmbH och förbinder endast sträckan mellan Villach i Österrike och Edirne i Turkiet. Företaget erbjöd även 2009 biltåg mellan Villach och Thessaloniki i Grekland. Denna tjänst används huvudsakligen av turkarna som är bosatta i Tyskland och Västeuropa för att resa eller återvända från Turkiet.

## Sträckan
Biltåget går från april till november, upp till tre gånger i veckan i båda riktningarna. Rutten går från Villach genom Karawankentunneln, genom städerna Ljubljana, Zagreb, Belgrad, Niš, Sofia och når sedan slutdestinationen Edirne. Sträckan är cirka 1 400 km. Från start till slutdestination tar det cirka 35 timmar, vilket motsvarar en genomsnittlig hastighet på 40 km/h. Denna relativt långa körtid beror på frekventa avbrott i resan för tull- och passkontroll. För varje bil kan maximalt 6 personer boka plats på tåget. Priset för den enskilda resenären varierar beroende på beläggning.